# Vladimirskaja (metrostation)
Vladimirskaja (Russisch: Владимирская) is een station van de metro van Sint-Petersburg. Het station maakt deel uit van de Kirovsko-Vyborgskaja-lijn en werd samen met het eerste metrotracé in de stad geopend op 15 november 1955. Aanvankelijk zou het station niet gebouwd worden, pas in 1951 werd het aan de plannen toegevoegd. Het metrostation bevindt zich in het centrum van Sint-Petersburg en dankt zijn naam aan de Vladimirski prospekt (Vladimirlaan) en het Vladimirskaja plosjtsjad (Vladimirplein), waaronder het gelegen is. Station Vladimirskaja vormt een overstapcomplex met het aangrenzende station Dostojevskaja op de Pravoberezjnaja-lijn (lijn 4).
Het station ligt 55 meter onder de oppervlakte en beschikt over een perronhal die door arcades van de sporen wordt gescheiden. De toegang tot het metrostation bevindt zich onder een kantoorgebouw op de kruising van de Bolsjaja Moskovskaja oelitsa (Grote Moskoustraat) en de Koeznetsjnyj pereoelok (Smidstraat). Boven de roltrappen is het mozaïek "De Overvloed" aangebracht. De centrale perronhal was oorspronkelijk veel korter dan de perrons aan weerszijden, maar werd in 1991 verlengd in verband met de bouw van een verbindingsgang met het nieuwe station Vladimirskaja. In 2004 werden de perrons van het station verlengd om ruimte te bieden aan achtrijtuigtreinen.
Devjatkino  · 
Grazjdanski prospekt · 
Akademitsjeskaja · 
Politechnitsjeskaja · 
Plosjtsjad Moezjestva · 
Lesnaja · 
Vyborgskaja · 
Plosjtsjad Lenina  · 
Tsjernysjevskaja · 
Plosjtsjad Vosstanieja    · 
Vladimirskaja  · 
Poesjkinskaja  · 
Technologitsjeski institoet  · 
Baltiejskaja  · 
Narvskaja · 
Kirovski zavod · 
Avtovo · 
Leninski prospekt · 
Prospekt Veteranov